# Constantin Bona
Constantin Atanasie Bona (n. 5 iunie 1934, Lugoj) este un imunolog american de origine română, membru de onoare al Academiei Române (din 1992).

## Date biografice
S-a născut la Lugoj, fiul lui Traian și al Mariei (n. Uzonescu). Este căsatorit cu Alexandra Vraniolici și au împreună o fiică.  

### Educație
A absolvit Facultatea de Medicina din București în 1958 și a obținut doctoratul în științe medicale în 1968, cu o teză despre Alterarea leucocitelor în cursul procesului de pinocitoză. 
În 1975 a susținut la Paris a doua teză de doctorat, intitulată Pynocitosis of bacterial toxins by macrophages, and its immunological implications.

### Carieră
Pleacă din țară în 1968, se stabilește la Paris unde obține un al doilea doctorat la Universitatea din Paris. A fost șeful laboratorului de imunochimie al institutul “Dr. Ion Cantacuzino” din București (1965-1968) apoi cercetător la Centrul Național de Cercetări Științifice și Institutul Pasteur din Paris (1990-1997). În anul 1997 s-a stabilit la New York. A fost cercetător-invitat la NIH, Bethesda, Maryland (1977-1979), profesor la catedra de imunologie, Facultatea de Medicină Mount Sinai din New York (din 1979). 
Autor a peste 220 de lucrări, monografii și tratate de imunologie, Constantin Atanasie Bona este membru în comitetul de redacție a 16 reviste de imunologie, precum și înmai multe organisme științifice internaționale: 
- Societatea franceză de imunologie
- Societatea Regală Microscopică din Oxford
- Societatea Regală de Medicină din Londra
- Societatea Britanică de Imunologie,
- Societatea internatională de Biologie Celulară (președinte, 1968-1971)
- Academia de Știinte din New York
- Reticuloendothelial Society din Statele Unite
- Asociația Americană de Imunologie
- Membru de onoare al Academiei Române.[2]

Este enumerat în Enciclopedia Who’s Who – Românii din America – 500 de personalități din SUA și Canada. 

## Lucrări publicate
- Biologia arsurilor - 1967
- Modificările biochimice ale leucocitelor în cursul pinocitozei toxinelor - lucrare de doctorat -. Conducător științific: prof. dr. doc. Mihai Ciucă, 1968
- Lymphocitic Regulation by Antibodies - 1981
- Immune Networks - 1983
- Regulatory idiopotes - 1986
- Biological applications of antiidiotypic antibodies - 1988
- Molecular basis of the immune response - 1989
- The molecular aspects of Autoimmunity - 1990
- Immunology for medical students - 1990
- Molecular Immunology of Selfreactivity - 1991